# Умдат ас-Салик ва Уддат ан-Насик
«У́мдат ас-Са́лик ва У́ддат ан-На́сик» (араб. عمدة السالك وعدة الناسك‎ —  «Опора идущего и орудие отшельника»‎) — классическая книга по мусульманскому праву (фикх) согласно шафиитской школе, написанная Ибн ан-Накибом.
Автор книги — Шихаб ад-Дин Ахмад ибн Лулу ибн Абдуллах аль-Мисри аш-Шафии, более известный как Ибн ан-Накиб (букв. «Сын капитана»). Умер в 769 или 764 году хиджры (1368 или 1362 год), во время свирепствования чумы.
Автор написал свой труд под влиянием работ «аль-Мухаззаб» Абу Исхака аш-Ширази и «Минхадж ат-Талибин» ан-Навави. Книга состоит из разделов, касающихся вопросов, с которыми имеет дело шариат. В XIX веке Умар-Баракат ибн Мухаммад-Баракат аль-Бакаи аш-Шами (ум. не ранее 1877) написал к ней комментарий под названием «Щедрость Бога-Владыки в разъяснении слов из „Опоры идущего и орудия отшельника“» (араб. فيض الاله المالك في حل ألفاظ عمدة السالك وعدة الناسك‎). Позднее, в 1947 году комментарий к труду Ибн ан-Накиба под названием «Свет идущего» (араб. أنوار السالك شرح عمدة السالك وعدة الناسك‎) написал Мухаммад аз-Захри аль-Гамрави, который также является автором комментария к «Минхадж ат-Талибин» ан-Навави.
В 1991 году «Умдат ас-Салик» была переведена на английский язык учёным и переводчиком Нухом Келлером, который опустил при переводе неактуальные, по его мнению, места. Например, положения, касающиеся рабства. Перевод Келлера стал первой книгой по мусульманскому праву на английском языке, получившей сертификацию Университета аль-Азхар.